# رودلف ويستفال
رودلف ويستفال (بالألمانية: Rudolf Westphal)‏ (و. 1826 – 1892 م) هو عالم موسيقى، وعالم لغوي كلاسيكي، ومنظر موسيقى، وأستاذ جامعي، وباحث في تاريخ العصور الكلاسيكية ألماني، ولد في أوبرنكيرشن، توفي في شتاتهاغن، عن عمر يناهز 66 عاماً.

## التعليم
تعلم في جامعة ماربورغ
.